# Локша (блюдо)
Локша или локше (словац. lokša, чеш. lokše) — традиционное блюдо регионов западной Словакии и Южноморавского края. Представляет собой тонкие лепешки из картофельного теста.

## Приготовление
Тесто для локши готовится из отварного картофеля в мундире, который очищается от кожуры и натирается на терке. Натертый картофель смешивают с мукой и солью и вымешивают тесто. Далее тесто раскатывается в тончайшие блинчики и жарится на сухой сковороде.
В Словакии больше распространен соленный вариант локши, когда пожаренную лепешку смазывают топленым салом (обычно гусиным). Такие локши подаются к супу в качестве гарнира или используются для начинки, например, кислой капустой или фаршем. В Моравии чаще готовят сладкие локши, которые начиняют вареньем или мармеладом, скатывают в трубочку и подают, посыпав сахаром с маком или полив растопленным сливочным маслом.